# Penniny
Penniny (anglicky Pennines) je nízké pohoří a vrchovina ve střední části Velké Británie, na severu Anglie. Penniny se rozkládají ze severu k jihu, oddělují Severozápadní Anglii od hrabství Yorkshire a Severovýchodní Anglie. Nejvyšší bod je Cross Fell (893 m). V této řídce osídlené, významné rekreační oblasti, převažuje chov ovcí.

## Geografie
Penniny mají průměrnou nadmořskou výšku okolo 500 metrů. Délka pohoří od severu k jihu je 150 kilometrů. Na severozápadě přiléhají k pohoří Kumbrické hory, na severu Cheviotské pohoří.

## Geologie
Nízké středohory jsou tvořeny převážně vápencem a pískovcem z období karbonu. Vápence jsou zkrasovělé a nachází se v celém pohoří. Pískovce se nachází v severní a jižní části pohoří. Zlomy horské soustavy v severojižním směru vznikly v průběhu variského vrásnění. V té době se také v pohoří vytvořila řada tektonických pánví, v nichž vzniklo černé uhlí.

## Turistika
Nachází se zde národní parky Peak District, Yorkshire Dales a částečně i Northumberland. Pohořím prochází nejstarší pěší dálková turistická trasa v Británii Pennine Way s délkou 429 km.